# Lucas García
Lucas Gabriel López García (San Martín, 13 gennaio 1988) è un ex calciatore argentino, di ruolo centrocampista.

## Carriera

### Club
Il 1º luglio 2018 viene acquistato a titolo definitivo dalla squadra greca del Volo.